# Конца Вас
Конца Вас (словен. Konca vas) — поселення в общині Кочев'є, регіон Південно-Східна Словенія, Словенія. Висота над рівнем моря: 484,8 м.